# Російсько-перська війна (1796)
Російсько-перська війна 1796 року — конфлікт між Російською імперією часів Катерини II і Персією, одна з п'яти Російсько-перських воєн. 

## Хід війни
Навесні 1795 перси вторглися в Грузію та Азербайджан, а 12 вересня захопили і пограбували Тбілісі. Виконуючи свої зобов'язання за умовами Георгіївському трактату 1783 року, російський уряд направив Каспійський корпус (близько 13 тис. осіб) з Кизляру через Дагестан у азербайджанські провінції Ірану. Виступивши 18 квітня 1796, російські війська 2 травня взяли в облогу, а 10 травня штурмом оволоділи Дербентом. 15 червня російські загони одночасно без бою вступили в Кубу і Баку. У середині листопада 35-тисячний російський корпус під командуванням генерал-поручика Зубова досяг району злиття річок Кури і Араксу, готуючись до подальшого просування углиб Ірану, однак після смерті Катерини II в тому ж році Зубов впав у немилість, на престол вступив Павло I, в політиці Росії відбулися зміни, і в грудні 1796 року російські війська були виведені із Закавказзя.